# Vasile D. Păun
Vasile D. Păun (1850-1908) fue un profesor y escritor rumano.

## Biografía
Nacido el 9 de febrero de 1850 en Bucarest, realizó sus estudios en Valaquia de 1857 a 1868, y los superiores en la Facultad de Letras de la Universidad de Bucarest y en la Universidad de Berlín (1885-1888). Después de trabajar como funcionario del poder judicial y administrativo durante algún tiempo, ingresó en el profesorado en 1878, como profesor de latín y alemán, y en 1890 fue profesor de lengua y literatura rumanas en el instituto Lazăr. En 1893 fue nombrado director de este liceo, cargo que aún desempeñaba hacia 1897. En 1884, recibió el encargo de enseñar lengua y literatura rumanas a los jóvenes príncipes Fernando y Carlos de Hohenzollern, para lo cual pasó muchos años con ellos en el extranjero, en Düsseldorf, Sigmaringen, Kassel y Berlín. Más adelante se le encomendó el trabajo de impartir lecciones de lengua y literatura rumana a la princesa María de Hohenzollern. Falleció en 1908.
Entre sus publicaciones se encontraron títulos como Momente de misantropie, Fecioara adormita, Umbra lui Mihai y otros poemas publicados en las revistas Albina Pindului, Traian y Columna lui Traian. También colaboró en la România liberă, Românul Literar y Vatra, además de publicar el folleto Odă la resbel (1877).